# Namungo Football Club
Il Namungo Football Club, abbreviato in Namungo, è una società calcistica tanzaniana di Lindi. Milita nella massima serie del campionato tanzaniano di calcio.
Gioca le partite in casa allo stadio Majaliwa di Lindi (2 000 posti).

## Storia
Nel 2018-2019 il club consegue la promozione nella Ligi Kuu Bara, la massima serie nazionale, dove esordisce nel 2019-2020, annata chiusa al quarto posto. Nel 2019-2020 raggiunge la finale della Coppa di Tanzania, dove viene sconfitto per 2-1 dal Simba, ma si qualifica ugualmente alla Coppa della Confederazione CAF 2020-2021, dove raggiunge la fase a gironi.

## Palmarès

### Altri piazzamenti
- Coppa di Tanzania:

Finalista: 2019-2020